# Едуард Кронолд
Едуард Кроненголд (на английски: Edward Kronengold) е немски психоаналитик.

## Биография
Роден е през 1899 година в Полша. Заинтересува се от психоанализата след като прочита „Тълкуване на сънищата“ на Зигмунд Фройд. В Краков Едуард Кронолд преминава обучителна анализа с Вилхелм Райх, а супервайзерска анализа при Хелене Дойч и Едуард Хичман. Анализира се и при Едит Якобсон.
През 1938 г. емигрира в Прага, след това в Лондон и накрая в САЩ. Там влиза в Нюйоркското психоаналитично общество през 1941, а през 1960 – 1961 е негов президент. Докато е в САЩ променя името си на Кронолд.
Умира през 1993 година на 94-годишна възраст.